# Margot van Hecking
Pour les articles homonymes, voir van Hecking.
Margot van Hecking née le 12 octobre 1999, est une joueuse néerlandaise de hockey sur gazon. Elle évolue au HDM et avec l'équipe nationale néerlandaise.

## Carrière
- Elle a été appelée en équipe première en 2022 pour concourir à la Ligue professionnelle 2021-2022 sans jouer le moindre match[1].

## Palmarès
- : 2e à l'Euro U21 2019.
- : 2e à la Ligue professionnelle 2021-2022.